# Jingbian

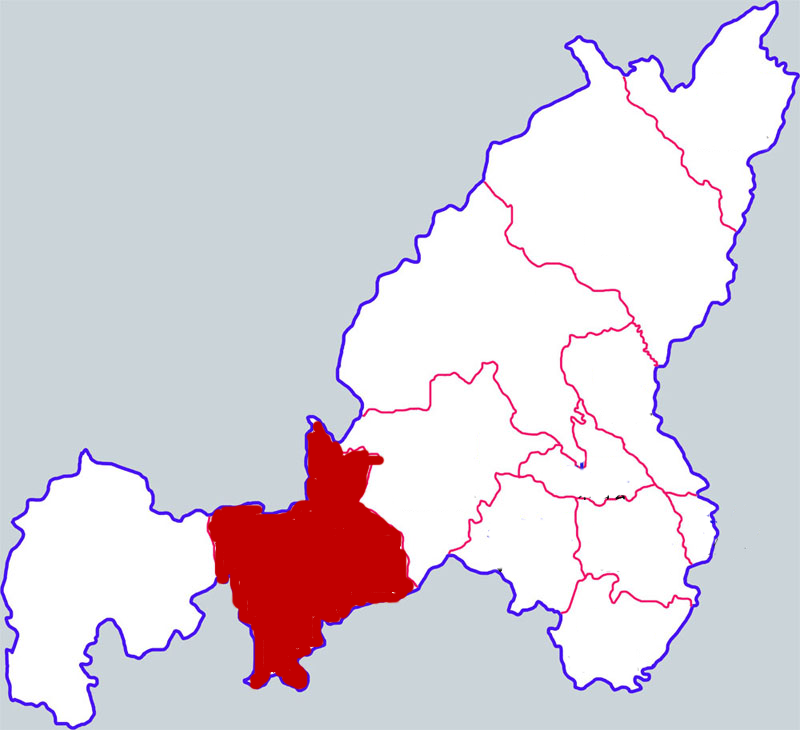
Lage des Kreises Jingbian auf dem Gebiet der bezirksfreien Stadt Yulin

Jingbian (chinesisch 靖边县, Pinyin Jìngbiān Xiàn) ist ein Kreis der bezirksfreien Stadt Yulin der Provinz Shaanxi in der Volksrepublik China. Er hat eine Fläche von 4.973 km² und zählt 389.002 Einwohner (Stand: Zensus 2020). Sein Hauptort ist die Großgemeinde Zhangjiapan (张家畔镇).
Im Kreisgebiet liegen die Ruinen von Tongwancheng (统万城遗址, Tǒngwànchéng yízhǐ), der Hauptstadt der Xiongnu, und die Han-zeitlichen Ruinen und Gräber Yangqiao pan handai (杨桥畔汉代城址与墓地, Yáng qiáo pàn hàndài chéngzhǐ yǔ mùdì), die seit 1996 bzw. 2013 auf der Liste der Denkmäler der Volksrepublik China stehen.

## Administrative Gliederung
Auf Gemeindeebene setzt sich Jingbian aus neun Großgemeinden und dreizehn Gemeinden zusammen. Diese sind:
- Großgemeinde Zhangjiapan 张家畔镇
- Großgemeinde Ningtiaoliang 柠条梁镇
- Großgemeinde Qingyangcha 青阳岔镇
- Großgemeinde Dongkang 东坑镇
- Großgemeinde Hongdunjie 红墩界镇
- Großgemeinde Yangqiaopan 杨桥畔镇
- Großgemeinde Zhouhe 周河镇
- Großgemeinde Wangquze 王渠则镇
- Großgemeinde Zhongshanjian 中山涧镇

- Gemeinde Gaojiagou 高家沟乡
- Gemeinde Longzhou 龙洲乡
- Gemeinde Xiaohe 小河乡
- Gemeinde Tianciwan 天赐湾乡
- Gemeinde Yangmijian 杨米涧乡
- Gemeinde Zhenjing 镇靖乡
- Gemeinde Qiaogouwan 乔沟湾乡
- Gemeinde Daluogou 大洛沟乡
- Gemeinde Wuliwan 五里湾乡
- Gemeinde Xincheng 新城乡
- Gemeinde Ximawan 席麻湾乡
- Gemeinde Haizetan 海则滩乡
- Gemeinde Huanggoujie 黄蒿界乡